# Гільєрмо Франко
Гільєрмо Франко (ісп. Guillermo Franco, нар. 3 листопада 1976, Корріентес) — колишній мексиканський футболіст, що грав на позиції нападника. У складі національної збірної Мексики був учасником двох чемпіонатів світу, а також володарем Золотого кубка КОНКАКАФ.

## Клубна кар'єра
У дорослому футболі дебютував 1995 року виступами за команду клубу «Сан-Лоренсо», в якій провів сім сезонів, взявши участь у 96 матчах чемпіонату. За цей час виборов титул чемпіона Аргентини.
Своєю грою за цю команду привернув увагу представників тренерського штабу клубу «Монтеррей», до складу якого приєднався 2002 року. Відіграв за команду з Монтеррея наступні чотири сезони своєї ігрової кар'єри. Більшість часу, проведеного у складі «Монтеррея», був основним гравцем атакувальної ланки команди. У складі «Монтеррея» був одним з головних бомбардирів команди, маючи середню результативність на рівні 0,48 голу за гру першості.
У 2006 році уклав контракт з клубом «Вільярреал», у складі якого провів наступні три роки своєї кар'єри гравця. Граючи у складі «Вільярреала» також здебільшого виходив на поле в основному складі команди.
Згодом з 2009 по 2011 рік грав у складі команд клубів «Вест Хем Юнайтед» та «Велес Сарсфілд».
До складу клубу «Пачука» приєднався на початку 2012 року і до кінця сезону встиг відіграти за команду з Пачука-де-Сото 12 матчів в національному чемпіонаті.
14 вересня 2012 року Франко перейшов в американський клуб «Чикаго Файр». 21 січня 2013 року клуб заявив про непродовження контракту Франка на новий сезон і вже 29 січня Гільєрмо Франко заявив про завершення своєї футбольної кар'єри.

## Виступи за збірну
У 2005 році дебютував в офіційних матчах у складі національної збірної Мексики. До припинення виступів за головну команду країни провів у її формі 25 матчів, забивши 7 голів.
У складі збірної був учасником чемпіонату світу 2006 року у Німеччині та чемпіонату світу 2010 року у ПАР, а також став переможцем розіграшу Золотого кубка КОНКАКАФ 2009 року у США.

## Статистика виступів

### Статистика клубних виступів
| Сезон   | Club               | Ліга              | Ігор | Голів |
| ------- | ------------------ | ----------------- | ---- | ----- |
| 1995–96 | «Сан-Лоренсо»      | Прімера Дивізіон  | 3    | 0     |
| 1996–97 | «Сан-Лоренсо»      | Прімера Дивізіон  | 6    | 0     |
| 1997–98 | «Сан-Лоренсо»      | Прімера Дивізіон  | 10   | 1     |
| 1998–99 | «Сан-Лоренсо»      | Прімера Дивізіон  | 6    | 0     |
| 1999–00 | «Сан-Лоренсо»      | Прімера Дивізіон  | 26   | 10    |
| 2000–01 | «Сан-Лоренсо»      | Прімера Дивізіон  | 19   | 7     |
| 2001–02 | «Сан-Лоренсо»      | Прімера Дивізіон  | 26   | 5     |
| 2002–03 | «Монтеррей»        | Прімера Дивізіон  | 33   | 10    |
| 2003–04 | «Монтеррей»        | Прімера Дивізіон  | 30   | 12    |
| 2004–05 | «Монтеррей»        | Прімера Дивізіон  | 22   | 17    |
| 2005-06 | «Монтеррей»        | Прімера Дивізіон  | 16   | 9     |
| 2005-06 | «Вільярреал»       | Ла Ліга           | 12   | 4     |
| 2006–07 | «Вільярреал»       | Ла Ліга           | 27   | 2     |
| 2007–08 | «Вільярреал»       | Ла Ліга           | 24   | 8     |
| 2008–09 | «Вільярреал»       | Ла Ліга           | 18   | 0     |
| 2009–10 | «Вест Гем Юнайтед» | Прем'єр-ліга      | 23   | 5     |
| 2010–11 | «Велес Сарсфілд»   | Прімера Дивізіон  | 6    | 0     |
| 2011–12 | «Велес Сарсфілд»   | Прімера Дивізіон  | 12   | 5     |
| 2011–12 | «Пачука»           | Прімера Дивізіон  | 12   | 0     |
| 2012    | «Чикаго Файр»      | МЛС               | 3    | 0     |
|         |                    | Усього за кар'єру | 333  | 95    |

## Титули і досягнення

### Клубні
- Чемпіон Аргентини (2):

«Сан-Лоренсо»: Клаусура 2001
«Велес Сарсфілд»: Клаусура 2011
- Чемпіони Мексики (1):

«Монтеррей»: Клаусура 2003
- Володар Кубка Меркосур (1):

«Сан-Лоренсо»: 2001
- Володар Золотого кубка КОНКАКАФ

Мексика: 2009

### Індивідуальні
- Найкращий бомбардир чемпіонату Мексики (1): Апертура 2004 (15 голів)